# Gemasolar

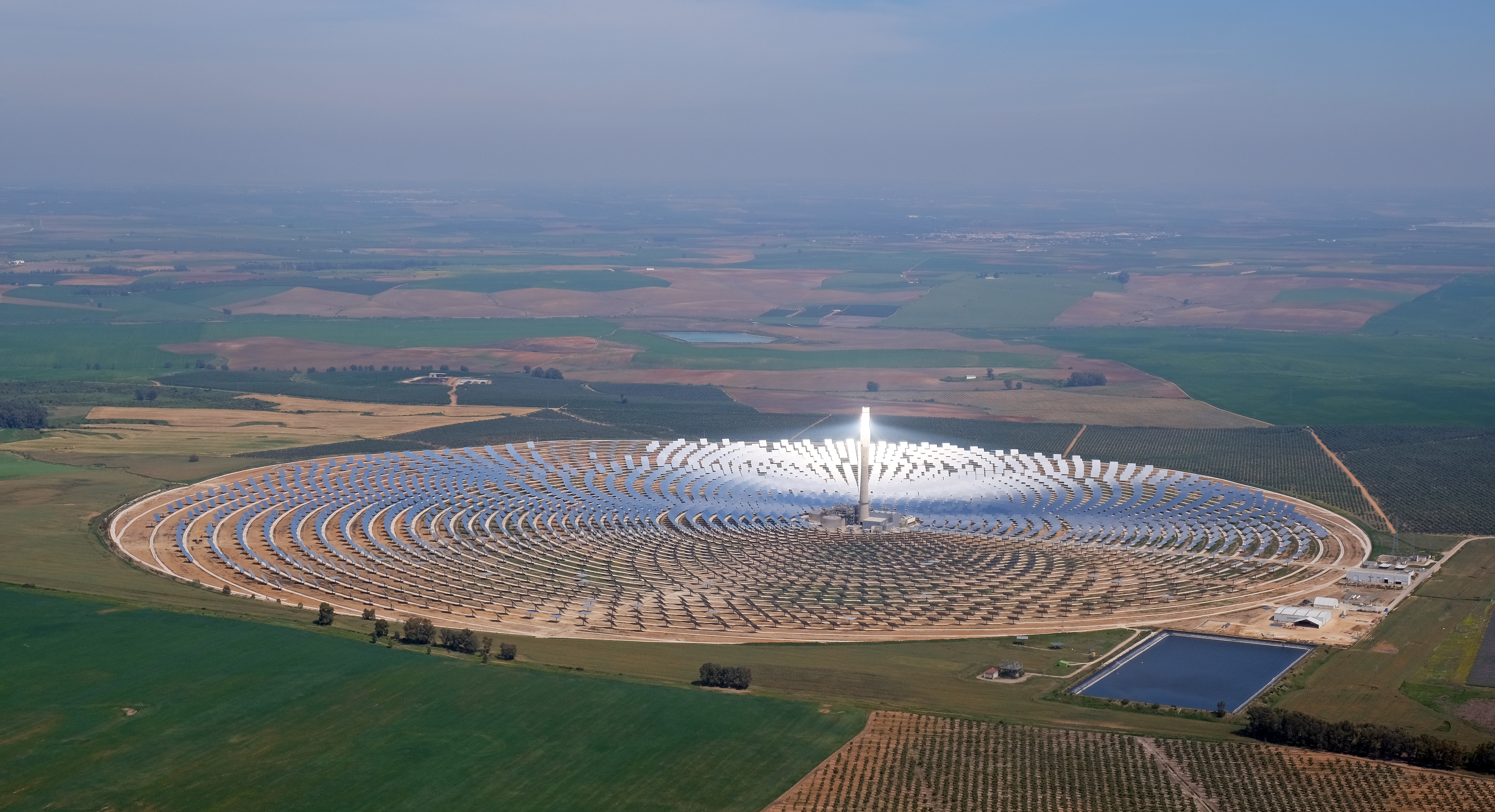
Gemasolar em operação, em 2021

Gemasolar é uma usina solar ou central de energia solar, com um sistema de armazenamento de calor com tecnologia de recetor central de torre e sistema de armazenamento em sais fundidos. Dispõe de um campo solar de 185 hectares que alberga o recetor numa torre de 140 m de altura, a ilha de potência e 2650 heliostatos – cada um dos quais com 120 m2- distribuídos em anéis concêntricos rodeando a torre, localizada nos limites da cidade Fuentes de Andalucía, na província de Sevilha, Espanha.
A central Gemasolar, de 19,9 MW de potência, permite fornecer 110 GWh por ano, e abastecer 27.500 lares. Esta central opera desde maio de 2011.